# Toyota Venza
Toyota Venza — 5-местный среднеразмерный кроссовер, производимый фирмой Toyota для североамериканского рынка. Модель позиционируется, как автомобиль для молодых семей, предпочитающих активный образ жизни. Venza была представлена 14 января 2008 года на Детройтском автосалоне. Автомобиль поступил в продажу в конце 2008 года, цена в США начинается с 27 850 долларов.
На Нью-йоркском автосалоне в 2012 году была представлена рестайлинговая версия Toyota Venza. Изменения коснулись внешности и оснащения автомобиля. Техника осталась нетронутой.
В начале 2016 года модель покинула российский рынок.
Второе поколение Venza было выпущено в качестве обновленного для японского рынка  Harrier (серии XU80). Предполагалось, что он будет представлен на нью-йоркском международном автосалоне в апреле 2020 года, но из-за пандемии COVID-19 он был представлен  в Северной Америке 18 мая 2020 года. В отличие от Harrier, Venza доступна только с гибридной силовой установкой. В то время как модель первого поколения производилась в США, модель второго поколения производится в Японии. 
Производство Venza в Северной Америке планируется прекратить в конце 2024 модельного года, после чего ее заменит Crown Signia. 

## Характеристики
Автомобиль оснащается 3,5-литровым двигателем V6 (268 л. с., 335 Н·м) с передним или полным приводом и новым 2,7-литровым двигателем с 4 цилиндрами. Трансмиссия одна: 6-ступенчатая автоматическая. Версия Venza с 3,5-литровым двигателем стала первым серийным автомобилем Toyota, оснащённым 20-дюймовыми колёсными дисками. Полный привод выполнен по схеме AWD, и при проскальзывании передних колёс часть тяги передаётся на заднюю ось.
На российский рынок Venza с мотором V6 официально не поставлялась. При этом большая часть опций, доступных в США только с топовым двигателем, устанавливалась в базе. В частности биксеноновые фары, «дорогая» мультимедиа и датчики парковки.